# Polyrhachis gravis
Polyrhachis gravis é uma espécie de formiga do gênero Polyrhachis, pertencente à subfamília Formicinae.